# Amtor-Zyklus
Der Amtor- oder Venus-Zyklus von Edgar Rice Burroughs gehört zu den bekanntesten Science-Fiction-Romanen des Tarzan-Autors. In den fünf Bänden erzählt er die Geschichte des amerikanischen Astronauten Carson Napier, der eigentlich zum Mars fliegen wollte. Durch die vorher nicht bedachte Anziehungskraft des Mondes wird seine Weltraumrakete jedoch aus dem Kurs geworfen und zerschellt einige Zeit später auf der Venus, die von ihren Bewohnern Amtor genannt wird. Carson Napier überlebt den Absturz, findet sich aber in einer gefährlichen Welt wieder, in der ein Leben nicht viel zählt und sich fast alle Venusbewohner gegenseitig bekämpfen.
Die Amtor-Saga ist sein jüngster Zyklus. Der erste Band, Pirates of Venus (dt. Piraten der Venus), erschien 1932 in dem Magazin Argosy. 1934 folgte die Buchausgabe. Die erste Geschichte war so erfolgreich, dass der Autor 1933 im selben Magazin die Fortsetzung Lost on Venus (dt. Verschollen auf der Venus) folgen ließ. Die Buchausgabe des zweiten Teils folgte 1935. Erst 1938 erschien, ebenfalls wieder im Argosy Weekly-Magazin, die dritte Folge Carson of Venus (dt. Krieg auf der Venus), die im Folgejahr ebenfalls in Buchform herausgegeben wurde. 1941 folgten drei kürzere Erzählungen, Slaves of the Fish Men (dt. Sklaven der Fischmenschen), Goddess of Fire (dt. Götter des Feuers), The Living Dead (dt. Der lebende Tod) und 1942 die Erzählung War on Venus (dt. Krieg auf der Venus), die alle im Fantastic-Adventures-Magazin erschienen. 1946 wurden die vier Erzählungen unter dem Obertitel Escape on Venus (dt. Odyssee auf der Venus) in Buchform veröffentlicht. Damit lagen alle zu Lebzeiten des Autors veröffentlichten Venus-Geschichten in Buchform vor. 1964 folgte dann aber doch noch eine weitere, bis dahin unveröffentlichte Geschichte, The Wizard of Venus (dt. Der Zauberer von der Venus), die heute den fünften Band  der Amtor-Saga bildet.
Seit Anfang der 1970er Jahre liegen die ersten vier Bände des Amtor-Zyklus auch in deutscher Sprache vor.

## Bibliografie
Romane
- 1 Pirates of Venus (6 Teile in: Argosy, September 17, 1932 ff.)
  - Piraten der Venus. Übersetzt von Thomas Schlück. Heyne SF&F #3188, 1970.
  - Piraten der Venus. Übersetzt von Thomas Schlück. Apex Verlag, München 2018, ISBN 978-3746786490.
- 2 Lost on Venus (7 Teile in: Argosy, March 4, 1933 ff.)
  - Auf der Venus verschollen. Übersetzt von Thomas Schlück. Heyne SF&F #3192, 1970.
  - Auf der Venus verschollen. Übersetzt von Thomas Schlück. Apex Verlag, München 2018, ISBN 978-3746786735.
- 3 Carson of Venus (1937)
  - Krieg auf der Venus. Übersetzt von Thomas Schlück. Heyne SF&F #3222, 1971.
  - Krieg auf der Venus. Übersetzt von Thomas Schlück. Apex Verlag, München 2019, ISBN 978-3748584094.
- 4 Escape on Venus (1946; auch: Escape On Venus)
  - Odyssee auf der Venus. Übersetzt von Thomas Schlück. Heyne SF&F #3241, 1971.
  - Odyssee auf der Venus. Übersetzt von Thomas Schlück. Apex Verlag, München 2019, ISBN 978-3748584131.
- 5 The Wizard of Venus (1970; auch: The Wizard of Venus and Pirate Blood, 1979)
  - Der Zauberer der Venus. Kranichborn Fantasy, 2015.
  - Der Zauberer der Venus. Übersetzt von Irene Holicki. Apex Verlag, München 2019, ISBN 978-3748584193.
- Pirate Blood (1970, in: Edgar Rice Burroughs: The Wizard of Venus)
  - Piratenblut. In: Edgar Rice Burroughs: Der Zauberer der Venus. Kranichborn Fantasy, 2015.
  - Piratenblut. In: Edgar Rice Burroughs: Der Zauberer der Venus. Apex Verlag, 2019.

Kurzgeschichten
- Goddess of Fire (in: Fantastic Adventures, July 1941)
- The Living Dead (in: Fantastic Adventures, November 1941)
- Slaves of the Fish Men (in: Fantastic Adventures, March 1941)
- War on Venus (in: Fantastic Adventures, March 1942)
- The Wizard of Venus (1964, in: Edgar Rice Burroughs: Tales of Three Planets)
  - Deutsch: Der Zauberer der Venus. In: Edgar Rice Burroughs: Der Zauberer der Venus. Kranichborn Fantasy, 2015.